# Europa Universalis
Europa Universalis（ヨーロッパ・ユニバーサリス、EU）は、スウェーデンのゲーム会社パラドックスインタラクティブが発売している歴史シミュレーションゲームシリーズ。15世紀から19世紀初頭を舞台とする。

## 解説
Europa Universalisでは、15世紀の百年戦争や東ローマ帝国滅亡の時代からナポレオン戦争前後の19世紀初頭までの約400年間の歴史を扱っており、プレイヤーは当時存在した国の中の一つを選んでプレイすることになる。Europa Universalisでは当時世界で起きた歴史的な出来事を「歴史イベント」という形で再現している。歴史イベントには多くの場合幾つかの選択肢があり、それをプレイヤーが選ぶことによって、またそれまでの国家の歩み（選択の積み重ねや国の方針など）によって実際にあった歴史とは違う流れが出来ていく。
内政も戦闘も簡素であり、プレイヤーは簡素ゆえに強いAIとどのように戦い、共存するかの選択を迫られる。宗教や文化、植民も取り込んだシステムにより、この時代のヨーロッパと世界をゲームにしている。キリスト教とイスラム教やプロテスタントとカトリックとの宗教戦争、西欧の王国の継承戦争、トルデシリャス条約などをイベントで再現している。
ゲームシステムは自動的に一日ずつ時間が経過していくリアルタイムストラテジーだが、イベント発生時にウィンドウが出てそれを知らせたり、任意に一時停止・進行速度変更をすることができる。

### 特徴
知名度の低い小国家群もヨーロッパに位置するものは、ほとんど完全に網羅している。また国家ごとにイベントも多彩で、史実どおりの展開も、独自の展開も望める。再現性を優先したため、国家ごとにゲーム進行の難易度は調整されておらず、史実で弱小であった国は同じく弱小である。ひとつの国家を操ってプレイするという形式上、王家の滅亡や家系の断絶による王位継承などがあってもプレイ国は変わらずにゲームは進行する（例:フランスにおいてブルボン家から共和制に、又帝政に移行してもプレイヤーはあくまでフランスをプレイする。その時々の反動勢力は反乱軍としてゲームで表される）。
時代背景上、内容は多分にヨーロッパ的価値観を用いて再現されており、非ヨーロッパ国には技術開発にペナルティがあるといった違いが設けられている。またこの時代にヨーロッパ人が到達しなかった、アフリカの内陸部やロッキー山脈にはゲーム上もアクセスできない。しかし、非ヨーロッパ国でも地域大国となって列強諸国に対抗したり、格差を乗り越えて西欧化を果たし、逆にヨーロッパへ乗り込むといったプレイも可能である。
多くの歴史シミュレーションゲームと異なり、クリア（目標達成）という概念が薄いのも特徴である。一つの目安として点数制が取り入れられているため、得点で一位になることを目標としても良いが、簡単なところでは地域覇権国になる程度から、世界征服や自国の宗教を世界中に広める、弱小国で400年間を滅亡せずに生き延びる、さらに難しくするのならば弱小国で世界征服をすることなど変わった目標を設定して楽しむことができ、ゲームプレイの幅がとても広い。
歴史にも忠実な面がある一方で幕府のシステムなど歴史と異なる部分も多い。また、史実とは異なる歴史を歩むことも多々ある。

## システム
ゲームマップは数千のプロヴィンス（≒地域または州）に区切られており、各国はその領有を巡って争うこととなる。全ての国は最低1つ以上のプロヴィンスから構成される。ゲーム開始時点で表示されるマップはその時点で既知の世界だけであり、ゲーム初期の15世紀の欧州諸国ではヨーロッパのみが、日本であれば東アジア周辺のみのマップが明らかになっている。未探索の地域はTerra incognita（ラテン語で「未発見の土地」の意味）となっており、技術の発展に伴い登場する探検家・征服者を送ることで発見することができる。ヨーロッパの外には技術的に劣った脆弱な国々が割拠しており、また新大陸やアフリカ、東南アジア、シベリア、オセアニアには、いまだどの勢力にも領有されていないプロヴィンスが広がっており、こうした国々を征服して、また無主の地に入植者を送り植民地としていくことができる。

### 宗教
ゲーム中にはカトリック・プロテスタント・改革派・正教といったキリスト教諸派に加え、スンナ派・シーア派のイスラム教、ヒンドゥー教・仏教・儒教・神道、それにアニミズムやシャーマニズムといった異教のような多彩な宗教と、イングランド・ウェールズといった国・地域ごとの文化が存在する。各国・各プロヴィンスは一つの文化・宗教を持ち、異文化・異宗教のプロヴィンスの支配にはペナルティがかかる。このペナルティは、寛容的な政策を取ったり、逆に宣教師によって住民を強制的に改宗することで緩和することができる。宗教ごとに異なる特徴が与えられており、特にカトリックには教皇関係のシステムが用意されている。またアステカのようなアニミズムの異教国には、ゲーム全体において大きなペナルティがかけられている。
ゲーム中盤の16世紀には、欧州の重要イベントとして宗教改革が用意されており、EU2ではドイツに、EU3以降では各国の政策や行動に応じてどこかの国に、新教が誕生して激しい宗教対立が生じることとなる。

### 技術
この時代に欧州で花開いた科学的・政治的・軍事的発展は、国ごとの技術レベルとして表されている。各国には統治・外交・軍事といった技術レベルがあり、EU3以前では資金から投資を行うことで、EU4では君主の統治力を注ぐことで、技術を発展させることができる。技術が発展することで、例えば軍事面であれば、ランツクネヒトにより構成されていた歩兵がテルシオとなり、さらにはマウリッツ式歩兵にといったように更新されていく。全ての国は西欧・東欧・ムスリム・中華・新世界といったいずれかの技術グループに分類されており、グループごとに技術開発のコストやユニットに差をつけることで、地域間の技術格差が再現されている。西欧以外の国でも、条件を満たすことで西洋化 (Westernisation) して技術グループを移動し近代化を果たすことができるが、そのためには長期に渡る国内の混乱を乗り切らなければならない。

### 交易
国家の収入としては、プロヴィンスから上がる直接の収入に加え、交易による収入が存在する。交易システムは、EU4とそれ以前で大きく異なっている。EU3以前は交易中心地 (Center of Trade; CoT) と呼ばれる、地域の産物が集う中心地に商人を派遣することで、交易から利益を上げるシステムが取られていた。CoTはゲーム開始時から存在するものに加え、イベントで誕生したり、資金を元に自分で開設することもできた。しかし乱立や周辺国の貿易拒否によりあまりに取扱量が減少すると、衰退して消滅することもあった。そのため、CoT自体やその周辺地域を獲得することが重要であった。
EU4ではシステムが一新され、交易路を流れる富を自国に商人を出し誘導して利益を上げる形に改められた。マップ上には各地を繋ぐ交易路が表示されており、産物は一旦地域の交易ノードに集められた後、各国から派遣された商人により近隣のノードへと転送され、近隣のノードではさらに別のノードへと転送され…といった具合に、次々と転送されていくようになった。最終的に、国家の首都のあるノードで富を回収する。転送・回収の割合は自国の交易力で決まり、交易力はノード周辺の領土の開発度ならびにその建築物、またそのノードで交易任務についている船舶の数に応じて決定される。そのため、交易路の分岐ノード周辺の獲得や大艦隊の建設が重要となっている。

## シリーズ作

### Europa Universalis
2000年3月14日発売。同名のボードゲームであったものをパラドックス社が権利を買い取ってゲーム化したものである。ゲーム期間はコロンブスが新大陸に到達した1492年からフランス革命戦争が始まる1792年まで。大航海時代から始まるヨーロッパ各国の海外進出をテーマとしており、プレイ可能な国もヨーロッパ諸国のみに限られていた。

### Europa Universalis: Crown of the North
2000年発売。スウェーデンでSvea Rike IIIとしてリリースされたゲームが2003年に英語化された際にこのタイトルになったもので、Europa Universalisとあるものの外伝的作品である。1275年から1340年の北欧を舞台とする。

### Europa Universalis II
2001年に発売。日本では、後述するAsia Chaptersの日本語版に遅れる形で、2006年12月7日にサイバーフロントより『ヨーロッパ・ユニバーサリスII 完全日本語版』として発売された。なお、Windows版に加えMac版が存在する。
ゲーム期間はフス戦争が始まる1419年からナポレオン戦争終了後の1819年まで。ヨーロッパ諸国に加え世界中全ての国でプレイが可能となっており、ヨーロッパ中心だったゲームシステムにも手が加えられている。しかし、異教同士は（たとえ儒教国と仏教国等であっても）友好度が年々下がるように設定されていたり、また非ヨーロッパ国の技術開発ペナルティの影響により、史実で強大だったオスマン帝国やマムルーク朝が全く脅威でないといった点も散見された。
なお、日本については応仁の乱や一揆を始めとする大量の反乱イベントが用意されており、戦国時代の終わりに「誰が戦乱を収めたか」という趣旨のイベントが起こり、それによって首都が京都から江戸や福岡等に移動するなどの効果がある。
Paradox社のゲームの中でも最も古いものの一つであるため、MODの開発が成熟しており、AGCEEPの様な定番とも言える大規模MODも存在する。2008年4月には、本ゲームのエンジンである「Europa engine」も無償配布されている。

#### Europa Universalis II: Asia Chapters
Asia Chaptersは、香港のTyphoon GamesがEuropa Universalis IIに日本を含むアジア関係の変更を加えたゲームである。Asia Chaptersでは日本や朝鮮の領土が細かく分けられており、歴史イベントの数も追加されている。しかし通常版ではその後も頻繁にリリースされたパッチがAsia Chaptersには反映されず、またその影響もありMODが基本的に利用できないなど、多くの欠点を抱えていた。
日本では、このAsia Chaptersを日本語化したものが、通常版より早い2004年3月25日にメディアクエストより『ヨーロッパ ユニバーサリス II アジア チャプターズ 日本語版』として販売された。

#### For the Glory
2009年10月11日に発売。上述のゲームエンジンの公開を受け、MOD製作者によるCrystal Empire Games社が開発、パラドックス社により販売されている作品。拡張パックではなく、単体でプレイすることができる。EU2の改良版といった装いのゲームであり、ゲーム画面の高解像度化やアラート機能の追加といった変更に加え、AGCEEP、The Age of Timurの2本の大型MODが公式に含まれている。
日本では、2010年7月30日にサイバーフロントより『フォー ザ グローリー 完全日本語版』として発売されている。

### Europa Universalis III
2007年1月23日に発売。日本ではサイバーフロントより2007年7月6日に『ヨーロッパユニバーサリスIII 完全日本語版』として発売されている。
ゲーム期間は、東ローマ帝国滅亡の1453年からフランス革命期の1793年までの3世紀半。ゲームエンジンとして新たに開発されたクラウゼヴィッツエンジンが用いられており、ゲームシステムは基本的には前作を踏襲しながらも、グラフィックの3D化に加え、国家理念や政策顧問といった新要素の追加がなされている。
最大の特徴としては、前作が史実に基づいた歴史イベントを軸にゲームが進行していったのに対し、今作では歴史イベントが廃止され（君主もランダムに）、より高い自由度で架空の歴史を築いてゆく形となったことが挙げられる。例えば、プロテスタントがどこで発生するかも特定されておらず、外交関係も史実とは無関係に展開されるようになった。その結果、各国の違いがほぼ地政学的なものだけになるなど、前作からは完全に別のゲームになったという評価もある。
日本関連では琉球王国が追加されている。Divine Windでは日本に独自システムが導入されているが、琉球は日本文化を持つもののその範囲外となっており、独立した動きが可能である（ただし難易度はトップクラスに高い）。

#### Europa Universalis III: Napoleon's ambition
EU3の拡張パック第一弾。2007年8月22日発売。ゲーム期間が前作とほぼ同じ、ナポレオン戦争終結後の1820年まで延長された。また、史実に基づいた歴史イベントも多少追加された。
日本では、2008年1月11日に『ヨーロッパユニバーサリスIIIナポレオンの野望 完全日本語版』、ならびに本体とセットの『ヨーロッパユニバーサリスIII with ナポレオンの野望 完全日本語版』が発売されている。

#### Europa Universalis III: In Nomine
EU3の拡張パック第二弾。2008年5月28日発売。イングランドのヘンリー4世の戴冠日である、1399年10月13日からゲーム開始可能になった。またdecisions（日本語版では「施策」）という新しい概念が導入され、それに従ってゲームを進めることで、ある程度は史実に近い展開が楽しめる様になっている。
日本では、2008年10月3日に『ヨーロッパユニバーサリスIIIイン ノミネ 完全日本語版』、また本体と第1弾をセットにした『ヨーロッパユニバーサリスIII コンプリートパック版 完全日本語版』が発売されている。

#### Europa Universalis III: Heir to the Throne
EU3の拡張パック第三弾。2009年12月15日発売。新規国家の追加やシステム面での改良が図られており、神聖ローマ帝国の統一や交易同盟の設立が可能となっている（ゲーム期間はIn Nomineと同じ）。日本では、2010年4月9日に『ヨーロッパユニバーサリスIIIエア トゥ ザ スローン 完全日本語版』、および本体と拡張パック3本をセットにした『ヨーロッパユニバーサリスIII ゴールド 完全日本語版』が発売されている。

#### Europa Universalis III: Divine Wind
EU3の拡張パック第四段。2010年12月14日発売。サブタイトル「Divine Wind」は日本語で「神風」である。その名が示すとおり、これまでのシリーズで単一国家（戦国時代のような内乱状態は安定度の低下と表現）とされてきた日本が諸大名により分割され、統一を目指すといったプレイが可能となっている（ただし、通常のシナリオでは源平藤橘という4勢力に簡略化されている）。その他、中国や遊牧国家にも独自のシステムが導入されており、また引き続きシステム面での改良も図られている。日本では、2011年9月30日に『ヨーロッパユニバーサリスIIIディヴァイン・ウインド 完全日本語版』、および本体と拡張パック4本をセットにした『ヨーロッパユニバーサリスIII クロニクル 完全日本語版』が発売されている。

### Europa Universalis: Rome
Romeというタイトル通り古代ローマが舞台となっており、Europa Universalisとあるものの外伝的な作品である。2008年4月発売。日本ではサイバーフロントより2009年9月4日に『ヨーロッパユニバーサリス ローマ 完全日本語版』として発売されている。
ゲーム期間はピュロス戦争が始まる紀元前280年から共和政ローマが帝政に移行する紀元前27年まで、地中海世界が舞台となる。

#### Europa Universalis: Vae Victis
EURの拡張パック。2008年11月19日発売。日本では、2009年9月4日に『ヨーロッパユニバーサリス ローマ：ヴァイア ヴィクティス 完全日本語版』、および本体とセットになった『ヨーロッパユニバーサリス ローマ with ヴァイア ヴィクティス 完全日本語版』が発売されている。元老院や枢密院に関するシステムが追加されている。

### Europa Universalis IV
2013年8月13日発売。ゲーム期間は百年戦争中の1444年からナポレオン戦争後の1820年まで。ゲームエンジンがCrusader Kings II (CK2) と同じクラウゼヴィッツエンジン2.5に更新されており、DLCであるコンバータを利用することにより、CK2からの引継ぎプレイにも対応する。
ゲームシステムは前作から大きく変更されている。まずプレイヤーが行う多くの操作で資金が不要となり、その代わりとして君主が毎月生み出す統治力が必要となっている。外交関係も資金は不要となり、代わって国が持てる外交官の人数と統治力により制限がかかるようになった。CK2と同様、単純な友好度から、相手に対する自分の評価と自分に対する相手の評価が区別されるようになり、また急拡大した国は侵略的拡大という数値が増え、それに応じ周辺国が包囲網を組むようになった。交易システムもこれまでの交易中心地に商人を送る形から、交易路から利益を上げる形に変更されている。
前作での批判を受け、通常の政策に加え各国ごとに固有の国策が与えられており、ポルトガルであれば植民範囲が広い、ロシアであれば陸軍兵力が多いといった国ごとの特徴が再現されている。一方、シリーズ全体を通して存在していた内政スライダー（国の方針の違いを表す）は廃止され、政策に統合されている。また複数のイベントが連鎖する動的歴史イベントという概念により、イングランドの薔薇戦争やロシアの苦難の時代といったEU2に近い歴史イベントが発生するようになった。
日本では前作同様、サイバーフロントから日本語版の『ヨーロッパ ユニバーサリス IV』が2014年1月に発売される旨アナウンスがなされていたが、発売前の2013年12月に同社が解散したため、発売中止となっている。
本体の発売後も後述の拡張パックやパッチによる機能追加など長期に渡りサポートが続けられており、発売から3年を経た2016年6月には、販売本数（拡張パックなど含めず）が全世界で100万本を突破したことが発表された。

#### Europa Universalis IV: Conquest of Paradise
EU4の拡張パック第一弾。2014年1月14日発売。新大陸に焦点を当てた拡張であり、ネイティブ・アメリカン諸部族の追加と独自システムの実装に加え、新大陸の形状をランダムマップにする機能が追加されている。
その他、発売と同日に公開されたパッチ1.4では、ゲームバランスの調整といった多数の修正に加え、本国から半独立した植民地国家という新たなシステムが追加されている。本作からは、CK2と同様、拡張パックはDLCという形で提供されるようになっており、旧作と異なり拡張パックを購入せずとも本体のアップデートが可能になっている。

#### Europa Universalis IV: Wealth of Nations
EU4の拡張パック第二弾。2014年5月29日発売。貿易に焦点を当てた拡張であり、私掠船の追加や、東インド会社をイメージした貿易会社のシステムが追加されている。

#### Europa Universalis IV: Res Publica
EU4の小拡張パック。2014年7月16日発売。共和国に焦点を当てた拡張であり、オランダやヴェネツィアといった共和国、それにポーランドのような選挙王政の国向けのシステムが追加されている。

#### Europa Universalis IV: Art of War
EU4の拡張パック第三弾。2014年10月30日発売。三十年戦争に焦点を当てた拡張であり、宗教対立などのイベントの追加に加え、ナポレオン戦争期も含めた戦闘や外交周りのシステムの変更が行われている。
また、同時に公開されたパッチ1.8では、ヨーロッパ外のマップが細分化されるとともに、北海道のアイヌといった、100以上の国家が追加された。

#### Europa Universalis IV: El Dorado
EU4の拡張パック第四弾。2015年2月26日発売。中南米を中心とする新大陸に焦点が当てられている。また国家デザイナーが搭載されており、プレイヤー独自のカスタム国家を作ることが可能になっている。

#### Europa Universalis IV: Common Sense
EU4の拡張パック第五弾。2015年6月9日発売。外交と内政に焦点を当てた拡張であり、国土を開発することで領土を拡張せずに国を発展させられることが意図されている。
同時に公開されたパッチ1.12では戦争周りのシステムが大きく変更されており、要塞が周辺のプロヴィンスにZOCを持つようになるなど、これまでの国土の奪い合いから拠点となる要塞の奪い合いへの転換が図られている。また欧州方面のマップや文化が見直されており、これまでのシリーズでイル＝ド＝フランスとされていたフランスの首都がパリへと置き換わっている。

#### Europa Universalis IV: The Cossacks
EU4の拡張パック第六弾。2015年12月1日発売。聖職者・貴族・平民・コサックといった階級や文化に焦点が当てられている。
また、同時にパッチ1.14が公開された。

#### Europa Universalis IV: Mare Nostrum
EU4の拡張パック第七弾。2016年4月5日発売。サブタイトル「Mare Nostrum」は日本語で「我らが海」。
海軍、外交、スパイに焦点を当てた拡張であり、地図を盗んで他国のプロヴィンスを把握したり通商同盟を組織することなどができるようになっている。
また、同時にパッチ1.16が公開された。

#### Europa Universalis IV: Rights of Man
EU4の拡張パック第八弾。2016年10月11日発売。
列強システムなどに焦点があてられた拡張であり、世界の上位8か国は列強として特別な外交が実行できる。
また、同時にパッチ1.18("Prussia")が公開された。

#### Europa Universalis IV: Mandate of Heaven
EU4の拡張パック第九弾。2017年4月7日発売。
東アジアに焦点があてられた拡張であり、中華皇帝、幕府将軍、朝貢国などのシステムが導入され、儒教や神道に独自のギミックが追加される。
また、同時にパッチ1.20("Ming")が公開された。

#### Europa Universalis IV: Third Rome
EU4のミニ拡張パック。2017年6月14日発売。
特定の地域に焦点を当てたImmersion Packと称するミニ拡張であり、本作はロシア地域のシステムを拡張している。
また、同時にパッチ1.22("Russia")が公開された。

#### Europa Universalis IV: Cradle of Civilization
EU4の拡張パック。2017年11月16日発売。
イスラム地域に焦点があてられた拡張であり、イスラム各国はそれぞれ学派に属し、それに従い様々なボーナスを得ることができる。
また、同時にパッチ1.23("Persia")が公開された。

#### Europa Universalis IV: Rule Britannia
EU4の拡張パック。2018年3月20日発売。
ブリテン地域に焦点が当てられた拡張であり、英国国教会や海軍ドクトリンなどが追加された。
また、同時にパッチ1.25("England")が公開された。

#### Europa Universalis IV: Dharma
EU4の拡張パック。2018年9月6日発売。
インドなどに焦点が当てられた拡張であり、ムガル帝国における文化同化や、土地を買って貿易会社に編入するなどの行動ができるようになった。
また、同時にパッチ1.26("Mughals")が公開された。

#### Europa Universalis IV: Golden Century
EU4の拡張パック。2018年12月11日発売。
主にイベリア地域に焦点が当てられた拡張であり、少数派の植民地への追放、修道会の設置や旗艦の建造などが追加された。
また、同時にパッチ1.28("Spain")が公開された。

#### Europa Universalis IV: Emperor
EU4の拡張パック。2020年6月9日発売。
カトリック諸国を中心に多岐にわたって焦点があてられた拡張であり、神聖ローマ帝国の改革ルートの分岐や新しい宗派としてフス派が追加された。
また、同時にパッチ1.30が公開された。

#### Europa Universalis IV: Leviathan
EU4の拡張パック。2021年2月9日発売。
他国のFavorを上昇する外交コマンド追加、各都市の開発度の首都への集中、摂政政治の延長、植民地国家の種別の追加、和平時に他国の首都の略奪オプション追加、都市の建造物・建造性能を強化するインフラの拡張機能、改革ポイント、トーテミズムの強化、「モニュメント」の追加、その他、東南アジア、オーストラリアを中心とした国家・地域の見直し等。
また、同時にパッチ1.31("Majapahit")が公開された。

#### Europa Universalis IV: Origins
イマージョンパック。2021年10月19日発売。
ユダヤ教の強化、アフリカ諸国のミッションツリーの変更・追加、階級特権の追加等。
また、同時にパッチ1.32("Songhai")が公開された。

#### Europa Universalis IV: Lions of the North
イマージョンパック。2022年8月25日発売。
北欧諸国、バルト諸国、ポーランド・リトアニアを中心にミッション、イベントや政体を追加。
また、同時にパッチ1.34("Sweden")が公開された。

#### Europa Universalis IV: Domination
拡張パック。2023年3月6日発売。
アップデートされていなかった大国を中心に、ミッション、イベント、政体の強化及び追加、及び「侍」などの新規特殊ユニットの追加等。
また、同時にパッチ1.35("Ottomans")が公開された。

### Europa Universalis V
2025年5月9日正式に発売を発表。
以前より公表されていたプロジェクトカエサルがEuropa Universalis5として公表される。
時代は1337年より500年程となり、ほぼVictoria3のゲームスタート時に繋がってくる。
2025年5月現在必要スペック及び価格は不明。
ストアページの解説によると、日本語でのプレイは可能。